# Surjoux
Surjoux est une ancienne commune française, située dans le département de l'Ain en région Auvergne-Rhône-Alpes. Le 1er janvier 2019, elle devient commune déléguée de Surjoux-Lhopital.
Les habitants de Surjoux s'appellent les Surdiolans.

## Histoire
C'était le point ultime de navigabilité sur le Rhône depuis le delta. Il y avait donc un grenier à sel du XVIIe siècle jusqu'en 1792. Le grenier a servi ensuite de caserne de douanes de 1815 à 1860.
Le 1er janvier 2019, la commune s'unit avec Lhôpital pour former la commune nouvelle de Surjoux-Lhopital, dont elle constitue une commune déléguée.

### Hameaux

#### Bognes
Hameau situé au nord-nord-ouest de Surjoux.
Seigneurie (Bougne, Bognens, Bogne) avec maison noble, haute, moyenne et basse justice, en Bugey, possédée d'abord par une famille qui en portait le nom.
Marguerite de Bognes la porta en mariage, vers 1365, à Jean de Châtillon, chevalier, lequel la vendit presque immédiatement, très probablement aux de |Gerbais, qui la conservèrent pendant le XVe siècle et l'aliénèrent ensuite aux de Vignod, seigneurs de Dorches.
Georges de Vignod en fit hommage au roi François Ier, le 29 avril 1536. Louis de Vignod, arrière-petit-fils de Georges, la céda, en 1605, à Louis Passerat, châtelain  de Châtillon-en-Michaille. Les descendants de ce dernier jouissaient encore de Bognes en 1789.

## Politique et administration

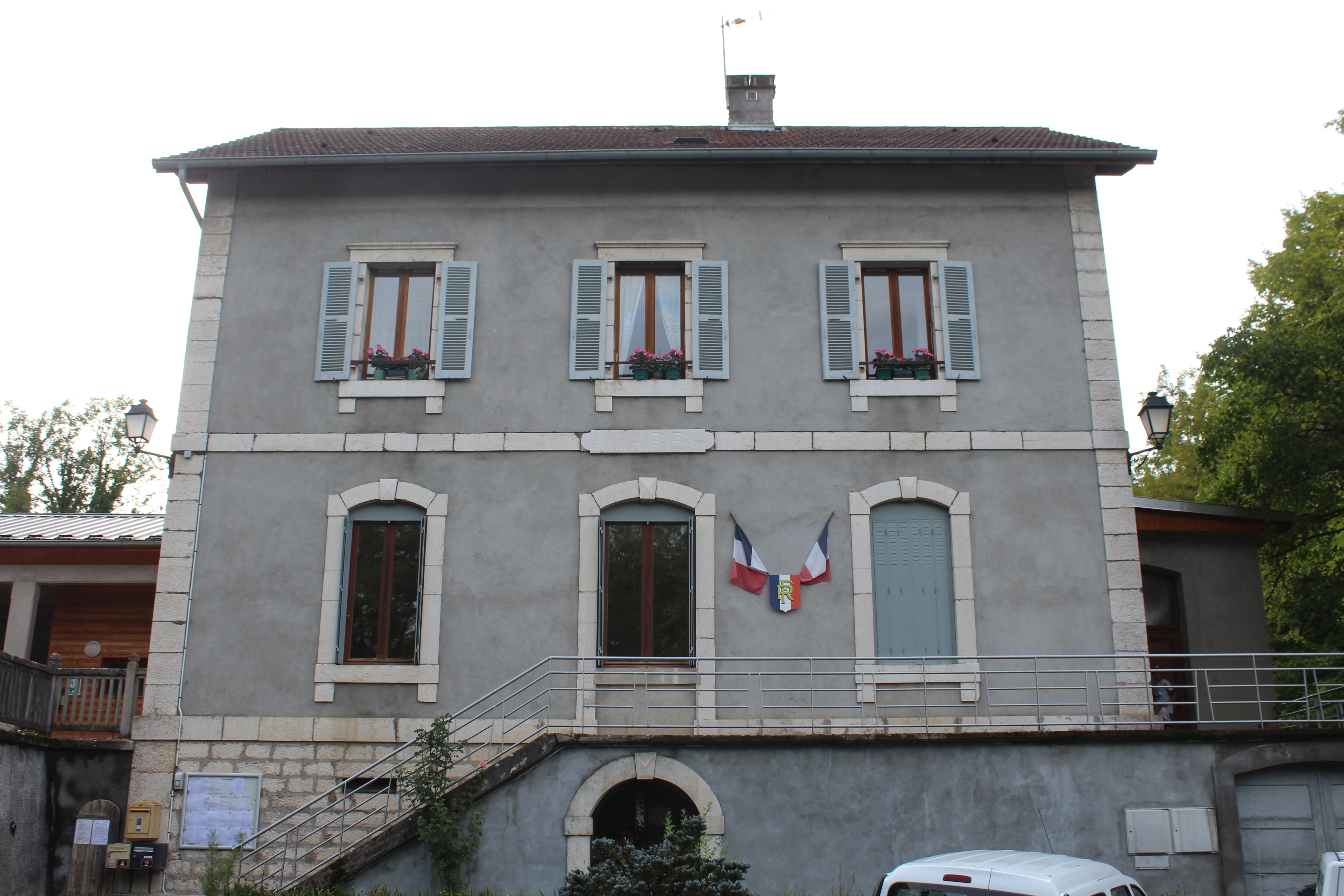
Mairie.

### Administration municipale
Le nombre d'habitants de la commune étant inférieur à 100, le nombre de membres du conseil municipal est de 7.

### Liste des maires
| Période | Période | Identité           | Étiquette | Qualité               |
| ------- | ------- | ------------------ | --------- | --------------------- |
| 1995    | 2014    | Jean-Louis Black   |           | Réélu en 2001 et 2008 |
| 2014    | 2019    | Jean-Michel Rollet | SE        | Cadre                 |

| Période                                  | Période  | Identité           | Étiquette | Qualité |
| ---------------------------------------- | -------- | ------------------ | --------- | ------- |
| janvier 2019                             | En cours | Jean-Michel Rollet |           |         |
| Les données manquantes sont à compléter. |          |                    |           |         |

## Démographie
L'évolution du nombre d'habitants est connue à travers les recensements de la population effectués dans la commune depuis 1793. Pour les communes de moins de 10 000 habitants, une enquête de recensement portant sur toute la population est réalisée tous les cinq ans, les populations de référence des années intermédiaires étant quant à elles estimées par interpolation ou extrapolation. Pour la commune, le premier recensement exhaustif entrant dans le cadre du nouveau dispositif a été réalisé en 2008.
En 2018, la commune comptait 85 habitants, en évolution de +13,33 % par rapport à 2012 (Ain : +5,15 %, France hors Mayotte : +2,11 %).
| 1793 | 1800 | 1806 | 1821 | 1831 | 1836 | 1841 | 1846 | 1851 |
| ---- | ---- | ---- | ---- | ---- | ---- | ---- | ---- | ---- |
| 173  | 160  | 273  | 213  | 182  | 170  | 185  | 179  | 199  |

| 1856 | 1861 | 1866 | 1872 | 1876 | 1881 | 1886 | 1891 | 1896 |
| ---- | ---- | ---- | ---- | ---- | ---- | ---- | ---- | ---- |
| 169  | 272  | 284  | 238  | 245  | 243  | 268  | 225  | 251  |

| 1901 | 1906 | 1911 | 1921 | 1926 | 1931 | 1936 | 1946 | 1954 |
| ---- | ---- | ---- | ---- | ---- | ---- | ---- | ---- | ---- |
| 232  | 224  | 178  | 173  | 134  | 111  | 110  | 142  | 133  |

| 1962 | 1968 | 1975 | 1982 | 1990 | 1999 | 2006 | 2008 | 2013 |
| ---- | ---- | ---- | ---- | ---- | ---- | ---- | ---- | ---- |
| 103  | 90   | 69   | 67   | 70   | 69   | 73   | 74   | 74   |

| 2018 | - | - | - | - | - | - | - | - |
| ---- | - | - | - | - | - | - | - | - |
| 85   | - | - | - | - | - | - | - | - |

## Culture et patrimoine

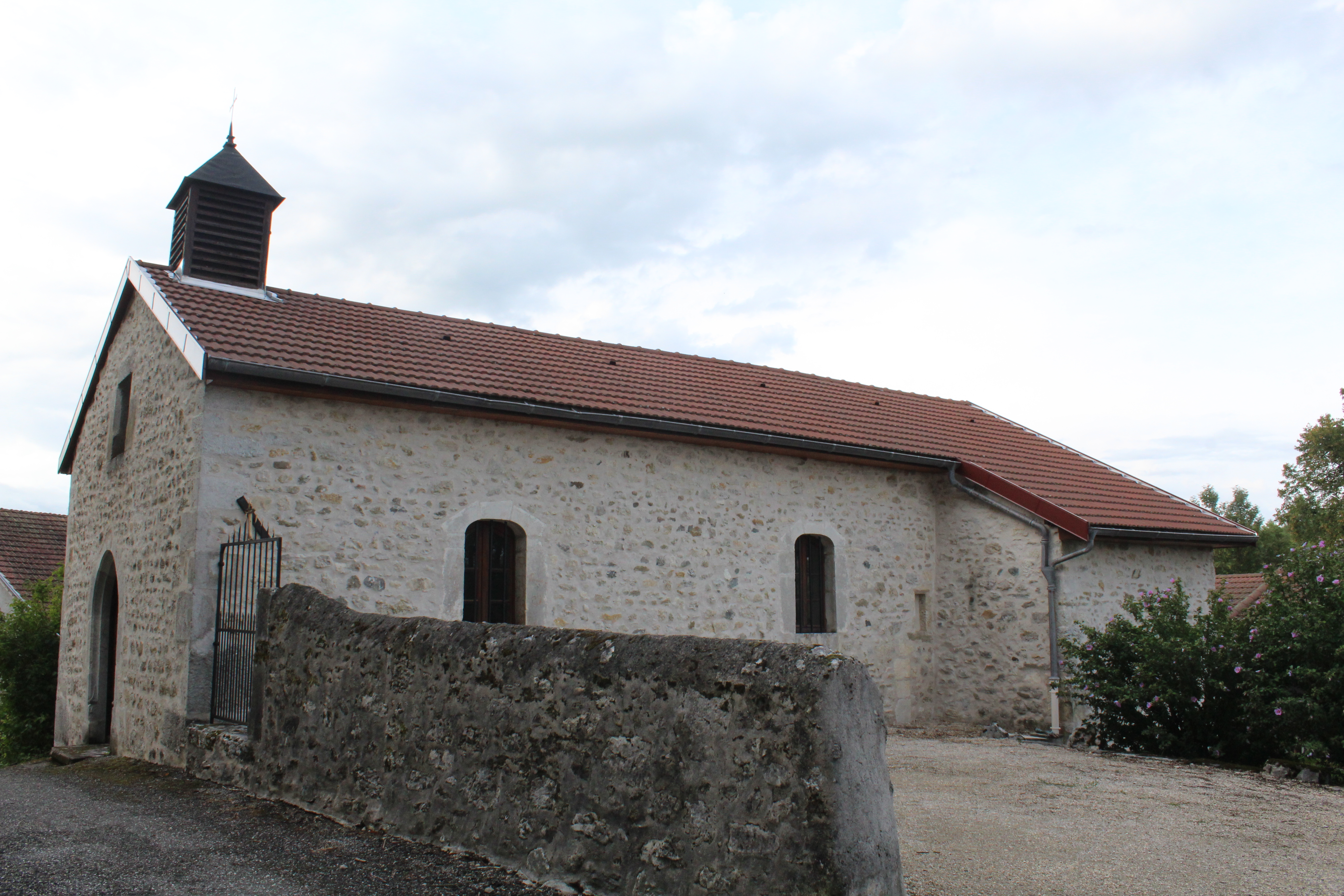
Église Saint-Pierre.

### Lieux et monuments
- Pont de Pyrimont de Surjoux sur le Rhône.
- Cascade du Pain de sucre de Surjoux.
- Grenier à sel de Surjoux, inscrit au titre des Monuments historiques depuis 2007[7].
- Église Saint-Pierre.